# Meana Sardo
Meana Sardo (sardisk: Meàna) er en by og en kommune (comune) i provinsen Nuoro i regionen Sardinien i Italien. Byen ligger i 588 meters højde og har 1.813 indbyggere (2016). Kommunen har et areal på 73,8 km² og grænser til kommunerne Aritzo, Atzara, Belvì, Laconi og Samugheo.